# پنج‌گانه باستانی

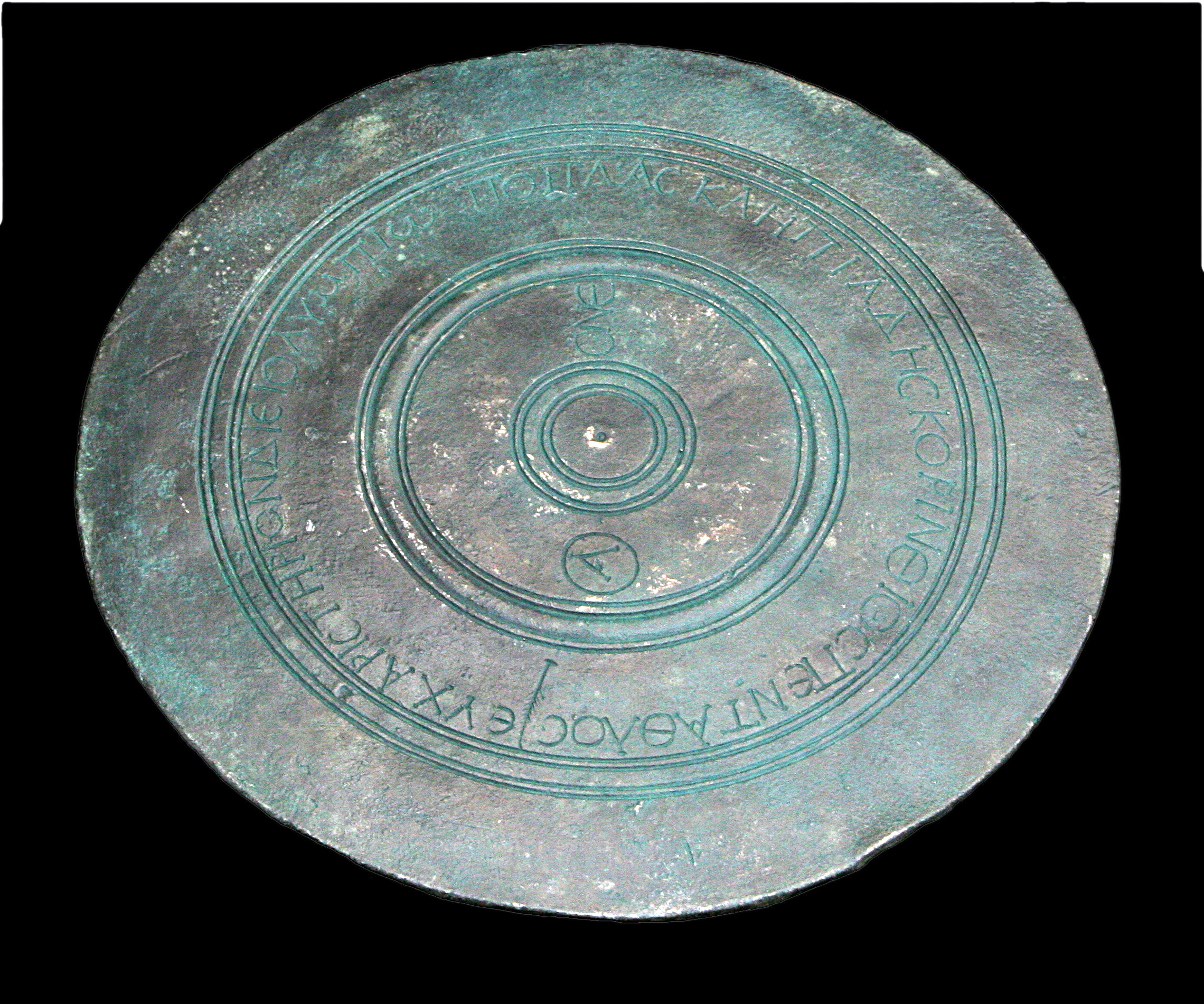
ماکت یک دیسک برنزی که به عنوان نذری به زئوس توسط آسکلپیادس کورینتوسی، برنده مسابقه پنج‌گانه در المپیاد ۲۵۵ام اهدا شده است (ماکت در شهر گلیپتوتیک در مونیخ، اصلی در موزه باستان‌شناسی المپیا)

پنج‌گانه المپیک باستانی (یونانی: πένταθλον) یک مسابقه ورزشی در بازی‌های المپیک باستان و سایر بازی‌های پانهلنیک در یونان باستان بود. این نام از یونانی گرفته شده است و از ترکیب کلمات pente (پنج) و athlon (مسابقه) گرفته شده است. پنج مسابقه در طول یک روز برگزار می‌شد، که با استادیون (یک مسابقه دوی کوتاه) شروع می‌شد، سپس پرتاب نیزه، پرتاب دیسک و پرش طول (ترتیب این سه رویداد هنوز مشخص نیست) و با کشتی به پایان می‌رسید. در حالی که ورزشکاران پنج‌گانه در یک رویداد خاص نسبت به ورزشکاران حرفه‌ای پایین‌تر تلقی می‌شدند، اما در پیشرفت کلی برتر بودند و در بین همه ورزشکاران متعادل‌تر بودند. آموزش آنها اغلب بخشی از خدمت سربازی بود - تصور می‌شد که هر یک از پنج رویداد در نبرد مفید هستند.

## تاریخچه
این رویداد اولین بار در هجدهمین المپیاد باستانی در حدود ۷۰۸ قبل از میلاد برگزار شد و چندین بار قالب آن تغییر کرد. در هفتاد و هفتمین المپیاد باستانی، مسابقات پنج‌گانه به طور کلی در سه بخش مرتب شد: پرش طول، پرتاب نیزه، و پرتاب دیسک، مسابقه دوی استادیون و کشتی به عنوان رویداد نهایی. سه رویداد اول عموماً به عنوان رویدادهای انفرادی برگزار نمی‌شد، بلکه تنها بخشی از مسابقات پنج‌گانه بود.
تنوع گسترده مهارت‌های مورد نیاز برای مسابقه به این معنا بود که ورزشکاران پنج‌گانه به عنوان نمونه‌های فیزیکی مورد احترام قرار می‌گرفتند: ارسطو در ریطوریقا اظهار داشت: «بدنی که قادر به تحمل همه تلاش‌ها، چه در میدان مسابقه و چه از نظر قدرت بدنی است... به همین دلیل است که ورزشکاران در پنج‌گانه زیباترین ورزشکاران هستند."
هر چهار سال زمانی که بازی‌های المپیک برگزار می‌شد، "آتش بس المپیک" وجود داشت. این توافقی بود که همه ایالت‌های شهر بر آن توافق می‌کردند. در این زمان یک آتش بس سازمان یافته بین تمام شهرهای درگیر در این بازی‌ها برقرار بود. این کار برای ایجاد امنیت لازم برای خانواده‌ها و مردم برای طی مسافت طولانی تا محل بازی‌ها انجام می‌شد. این آتش بس به «اکچیریا» معروف بود.

## رویدادها

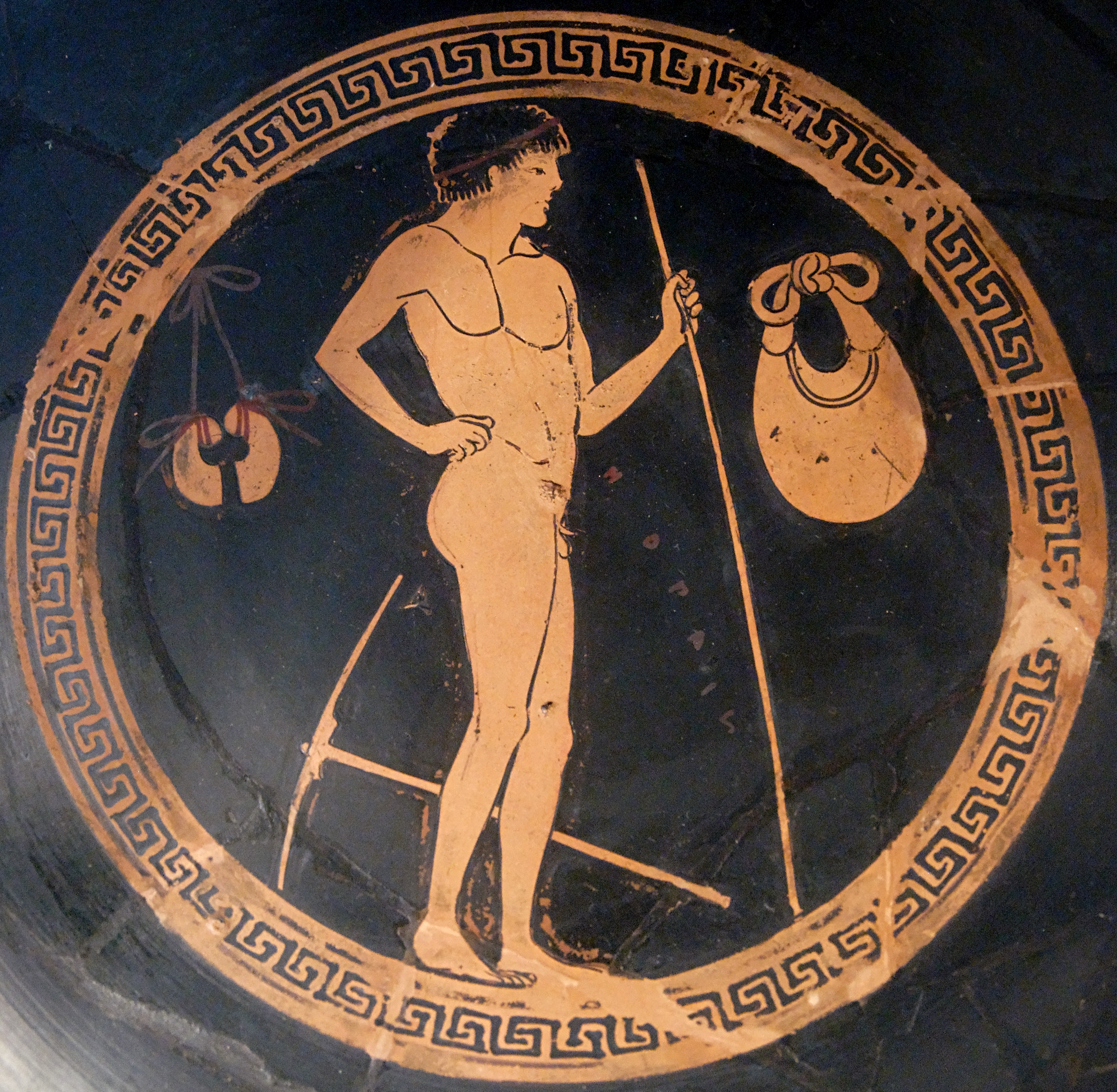
صحنه ورزشگاه: ورزشکاری که یک نیزه در دست دارد. در كنار او، يک کلنگ براي نرم كردن خاك چاله پرش. وزنه‌های پرش و یک کیسه اسفنجی به دیوار آویزان شده است. جام قرمز شکل زیر شیروانی، از ۴۹۰ قبل از میلاد

پرش طول در مقایسه با نسخه مدرن دو و میدانی شاید غیرعادی‌ترین باشد. یک ورزشکار پرش طول از وزنه‌هایی به نام halteres استفاده می‌کرد تا خود را از حالت ایستاده دورتر کند و پرش او احتمالاً شامل پنج جهش جداگانه بود که بیشتر شبیه پرش سه گام مدرن بود. در غیر این صورت، مسافت پرش‌های ثبت شده (که اغلب به ۵۰ فوت می‌رسد) غیرممکن به نظر می‌رسد.
نیزه مانند دیسک برای ثبت مسافت پرتاب می‌شد، اما علاوه بر این، بخش دومی از آن وجود داشت که برای دقت آن را پرتاب می‌کردند. نیزه یک نسخه سبک‌تر و بلندتر از نیزه جنگی بود. "اکبولون" رویدادی بود که در آن مسافت سنجیده می‌شد. "استوکاستیکون" رویدادی مبتنی بر دقت بود.
در پرتاب نیزه از یک بند چرمی به نام آمنتوم استفاده می‌شد، نه اینکه ورزشکار بتواند دسته خود نیزه را بگیرد. شرکت کنندگان در پرتاب نیزه و دیسک هر کدام پنج پرتاب داشتند و تنها بلندترین پرتاب آنها ثبت می‌شد. پرش طول نیز پنج بار انجام می‌شد. در بازی‌های کلاسیک، رسم بود که همه این رویدادها برهنه اجرا می‌شد.
در پرتاب دیسک ورزشکار باید یک دیسک برنز جامد پرتاب کند. آنها معمولاً حدود ۹ پوند وزن داشتند، اگرچه اندازه آنها متفاوت بود. آنها بیشترین مسافت را از پنج پرتاب ثبت می‌کردند.
استادیون یک دوی تقریباً ۲۰۰ یاردی (یا حدود ۱۸۰ متر) بود که طولانی‌تر از دوی ۱۰۰ متر مدرن بود، اما کوتاه‌تر از سایر مسابقات دوی باستانی بود.
کشتی پنجمین و آخرین مسابقه پنج‌گانه بود. برای پیروزی باید روی زمین با حریف گلاویز می‌شد. برخلاف کشتی مدرن امروزی که برای ضربه فنی تمام پشت بدن باید به زمین بخورد، در کشتی باستانی هر قسمتی از کمر به زمین بخورد برای پیروزی کافی است.
کشتی در بازی های المپیک در یک گودال شنی در خارج از معبد زئوس برگزار می‌شد، در حالی که مسابقات دیگر همه در استادیون (یا استادیوم) برگزار می‌شد که نام مسابقه از آن گرفته شده بود. کشتی و پرتاب دیسک اساساً همان قالب اولیه نسخه‌های مدرن خود را داشتند (اگرچه تکنیک و قوانین واقعی ممکن است متفاوت باشد). با این حال، پرتاب دیسک در بالای یک سکوی بلند انجام می‌شد، نه در زمین هموار.

## پیروزی
مشخص نیست که چگونه یک برنده انتخاب می‌شده، اما تئوری‌های زیادی در این باره مطرح است. اولین و بعیدترین مورد این است که برای اعلام برنده، یک ورزشکار باید در هر پنج رویداد پیروز می‌شده است. این روش غیرعملی است، زیرا در این صورت جایزه به سختی اعطا می‌شود. فرضیه دیگر این است که شاید ورزشکاری که تنها در سه مسابقه پیروز می‌شده، برنده کلی اعلام می‌شده است. یکی از رایج‌ترین تئوری‌ها این است که تنها تعداد معینی از شرکت‌کنندگان بر اساس عملکردشان در چهار رویداد قبلی، واجد شرایط مسابقه نهایی یعنی کشتی هستند. در نهایت، برنده کشتی، قهرمان کل مسابقات پنج‌گانه محسوب می‌شده است.

## بیشتر بخوانید
- Pentathlon (athletic contest). Encyclopædia Britannica. بازیابی شده در ۲ اوت ۲۰۰۹.

- اسمیت، ویلیام (۱۸۷۵). Pentathlon. A Dictionary of Greek and Roman Antiquities، جان ماری، لندن. بازیابی شده در ۲ اوت ۲۰۰۹.